# Presiune hidrostatică
Presiunea hidrostatică este presiunea statică exercitată la un anumit nivel în interiorul unui lichid, determinată de greutatea coloanei de lichid aflată deasupra acestui nivel. Îi corespunde o energie potențială.

## Simbol
Simbolul presiunii hidrostatice este {\displaystyle \scriptstyle p_{h}} (a nu se confunda cu pH-ul).

## Relație de definire
Pentru cazul cel mai general, expresia presiunii hidrostatice se poate exprima prin relația integrală:
{\displaystyle p_{h}(z)={\frac {1}{S}}\int _{z_{0}}^{z_{h}}dz\iint \limits _{S}\,\rho (z)g(z)\,dxdy=\int _{z_{0}}^{z_{h}}\rho (z)g(z)\,dz}
- Formula presiunii hidrostatice exercitată de o coloană de lichid omogen cu neglijarea variației accelerației gravitaționale cu înălțimea:

{\displaystyle p_{h}\,=\,{\frac {G}{S}}=>} {\displaystyle p_{h}\,=\,{\frac {mg}{S}}=>} {\displaystyle p_{h}\,=\,{\frac {\rho Vg}{S}}=>} {\displaystyle p_{h}\,=\,{\frac {\rho Shg}{S}}=>}
{\displaystyle p_{h}=\rho gh\,}
Unde:
{\displaystyle \scriptstyle p_{h}}, reprezintă presiunea hidrostatică
{\displaystyle \scriptstyle G}: greutatea coloanei de lichid
{\displaystyle \scriptstyle m}: masa grea a coloanei de lichid
{\displaystyle \scriptstyle S}: secțiunea transversală a coloanei de lichid
{\displaystyle \rho }: densitatea medie a lichidului
{\displaystyle \scriptstyle V}: volumul coloanei de lichid
{\displaystyle \scriptstyle h}: înălțimea (lungimea) coloanei de lichid
\scriptstyle g </math>: accelerația gravitațională, exprimată în punctul de calcul al presiunii hidrostatice

### Formulă dimensională și unități de măsură
Conform analizei dimensionale, formula dimensională pentru {\displaystyle \scriptstyle p_{h}}  se scrie sub forma:
Unitatea de măsura în SI pentru presiunea hidrostatică este:
{\displaystyle {[p_{h}]}_{SI}={\frac {N}{m^{2}}}=Pa\,(Pascal)}

## Metode de măsură
- Manometru